# Roger Blaizot
Roger Charles André Henri Blaizot (* 17. Mai 1891; † 21. März 1981) war ein französischer Général de corps d’armée.

## Laufbahn
Blaizot verfolgte eine Karriere als Offizier der Kolonialtruppen. 1919 begann sein erster Aufenthalt im Fernen Osten. Zu Beginn des Zweiten Weltkriegs war er Regimentskommandeur des 4e régiment de tirailleurs sénégalais. Während Fall Frankreichs 1940 befehligte er die 2e division d'infanterie coloniale.
1943  war Blaizot Kommandeur der freifranzösischen Militärmission in Britisch-Indien. Von 1944 bis 1945 diente er als Verbindungsoffizier zum britischen Südostasienoberkommando. Vom Mai 1948 bis zum September 1949 fungierte er als Oberbefehlshaber in Indochina.
Als Befehlshaber von Indochina formulierte Blaizot einen Plan der die Aufgabe vieler Stützpunkte an der chinesischen Grenze sowie eine Konzentration der französischen Kräfte auf das dicht besiedelte Delta Tonkins vorsah. Mehrere vorgeschobene Einsatzbasen um das Delta herum sollten Angriffe auf das Hinterland der Viet Minh ermöglichen. Der Plan konnte aufgrund politischer Widerstände nur teilweise implementiert werden.